# Gheorghe Suciu
Gheorghe Suciu (n. 1876, Coroi- d. 26 februarie 1950, Coroi) a fost un deputat în Marea Adunare Națională de la Alba Iulia, organismul legislativ reprezentativ al „tuturor românilor din Transilvania, Banat și Țara Ungurească”, cel care a adoptat hotărârea privind Unirea Transilvaniei cu România, la 1 decembrie 1918.:p. 77

## Biografie
Gheorghe Suciu, născut în localitatea Coroi, județul Mureș, a urmat studiile a patru clase primare, ocupându-se în timpul vieții sale de agricultură fiind și membru al C.N.R. Coroi. Își găsește sfârșitul la data de 25 februarie 1950.

## Activitatea politică
A fost ales ca delegat supleant al cercului electoral Bălăușeri, la Marea Adunare Națională de la Alba Iulia de la 1 decembrie 1918.:p.265